# Mola de la Vila
La Mola de la Vila és un paratge natural municipal del municipi del Forcall (Els Ports), declarat per acord de la Generalitat Valenciana el 7 d'octubre de 2005.

## Orografia i paisatge
Es caracteritza per un paisatge dominat per moles, elevacions de considerable altitud amb una part superior plana i unes parts exteriors que formen abruptes penya-segats. La mola de la Vila arriba a una altitud mitjana a la vora dels 920 metres, i el seu punt més alt se situa als 946,8 m. L'altitud i la situació estratègica sobre la confluència dels rius Bergantes, Caldes i Cantavella –de fet, diuen que el nom del poble, el Forcall, prové de la seua situació al costat del lloc on els tres rius conflueixen– fan del Forcall un privilegiat mirador de les terres de la comarca dels Ports. Des d'ací, es poden obtenir impressionants panoràmiques d'aquest abrupte territori, sobretot de la vall del Bergantes. Sens dubte, tot això proporciona a aquest paratge un alt valor paisatgístic.

## Vegetació i fauna
La vegetació actual es caracteritza per la presència de boscos de carrasca, on també apareixen espècies com ara el boix, el roure valencià, el server, l'auró i el corner. L'existència al paratge de penya-segats rocosos, matolls i masses arborades permet la presència de gran diversitat de fauna, i destaca la presència de la cabra salvatge. Quant a l'avifauna que hi nidifica, destaca la presència del voltor comú amb importants poblacions en la zona de l'àguila cuabarrada i de l'astor. Convé destacar també l'herpetofauna del paratge, amb espècies com ara el gripau comú, la granota verda, la colobra bastarda i el fardatxo. Totes aquestes espècies estan incloses com a espècies protegides en el Catàleg valencià d'espècies amenaçades de fauna.

## Presència humana
Pel que fa al patrimoni històric, hi ha el de l'abric de la Mola de Sant Marc, d'època prehistòrica, on s'han trobat diverses ferramentes retocades en sílex.